# Слободан Самарџић
Слободан Самарџић (Београд, 10. март 1953) српски је бивши универзитетски професор, политиколог и политичар. По образовању је доктор политичких наука. Редовни је професор на Факултету политичких наука у Београду и народни посланик у Скупштини Републике Србије. Био је министар за Косово и Метохију у другој влади др Војислава Коштунице у периоду од 2007. до 2008. године. Од јуна 2015. постао је председник Државотворног покрета Србије (ДПС).

## Биографија
Дипломирао на Факултету политичких наука у Београду 1976. године. На истом факултету магистрирао 1983. године и докторирао 1986. године где je радио као редовни професор на предмету Европски односи и Европска унија. Директор је политичких студија у Центру за либерално-демократске студије.
Обављао је функцију саветника за политичка питања председника СРЈ Војислава Коштунице (2000—2003), а потом је поново био саветник Коштунице када је овај у марту 2004. године изабран за председника Владе Републике Србије.
Дана 15. маја 2007. изабран је за министра за Косово и Метохију у другој Влади Србије Војислава Коштунице. На положају министра био је до јула 2008. године, односно избора нове српске Владе. Напустио је Демократску странку Србију 15. октобра 2014. године, јер је пре тога др Војислав Коштуница напустио странку, прешао у ново основани Државотворни покрет Србије (ДПС).
На првој изборној скупштини Државотворног покрета 13. јуна 2015. једногласно је изабран за председника. Самарџић је 2023 пензионисан.
Области научног интересовања: савремени федерализам; теорија и пракса конституционализма; политичке идеје и институције; европске студије - политички систем Европске уније
Предавао ја на више институција у земљи и иностранству: Београдска отворена школа - предавање на различитим курсевима од 1996. године, Алтернативна академска образовна мрежа - организација курсева и предавања: „Конституционализам и владавина права“, шк. 2000/01; „Европска унија и Балкан“, шк. 2000/01, 2001/02, 2002/03, Institut für Föderalismus, Freiburg Universität, Schweiz, seminar: „Constitutional Changes in the South-Eastern Europe“, 3-5 mart, 2003.

## Дела
- Демократија савета, Рад, Београд, 1987.
- Европска унија као модел наднационалне заједнице, Институт за европске студије, Београд, 1998.